# Охотники за привидениями (фильм, 2016)
«Охо́тники за привиде́ниями» (англ. Ghostbusters; впоследствии на видео выходил как англ. Ghostbusters: Answer the Call — «Охотники за привидениями: Ответь на вызов» — американский комедийный фильм, срежиссированный Полом Фигом по сценарию Кэти Дипполд и Фига. Является перезапуском одноимённого фильма 1984 года. Главные роли исполнили Мелисса Маккарти, Кристен Уиг, Кейт Маккиннон, Лесли Джонс и Крис Хемсворт. Широкий прокат фильма стартовал в Великобритании и Ирландии 11 июля 2016 года, в США — 15 июля.
Западные критики похвалили фильм за актерский состав и спецэффекты, однако критики в других странах и многие поклонники оригинальных «Охотников» раскритиковали его.  В прокате фильм собрал 229 миллионов долларов по всему миру, но поскольку суммарно производственный и маркетинговый бюджет его составили более 350 миллионов долларов, фильм оказался кассовым провалом, с потерями для студии до 75 миллионов долларов. Следовательно, студия отказалась от планов на продолжение, в конечном итоге решив продолжить оригинальную серию «Охотников за привидениями».

## Сюжет
Эрин Гилберт (Кристен Уиг) и Эбби Йейтс (Мелисса Маккарти) несколько лет назад написали книгу о том, что привидения реальны. Поэтому именно к Эрин приходит хранитель особняка и просит помочь решить проблему с призраком. Эрин навещает свою старую подругу Эбби и они вместе с инженером-ядерщиком Джиллиан Хольцманн (Кейт Маккиннон) отправляются в особняк. Там они встречают привидение и даже снимают встречу на видео. Эта запись попадает в YouTube и из-за этого Эрин Гилберт теряет престижную должность преподавателя Колумбийского университета. Эбби и Хольцманн также теряют работу в институте Кеннета Хиггинса, когда просят ректора увеличить финансирование своих проектов. В таких условиях три женщины решают своими силами схватить привидение, для этого они арендуют этаж над китайским рестораном, нанимают секретаря Кевина (Крис Хемсворт) и размещают рекламу своей конторы охотниц за привидениями.
Пэтти Толан (Лесли Джонс) работает в метрополитене и в один из рабочих дней встречает привидение-преступника. Она становится первой клиенткой охотниц за привидениями. В метро они находят обломки какого-то электронного устройства и искомое привидение. После инцидента в метро Пэтти присоединяется к охотницам и пригоняет катафалк для перевозки оборудования на вызовы.
Следующее привидение появляется на рок-концерте в театре Стоунбрук. Этого призрака охотницам удаётся поймать в магнитную ловушку. Но проявлений становится всё больше и Эрин замечает, что все проявления находятся на двух лей-линиях, точка пересечения которых находится на месте отеля Меркадо. Охотницы отправляются в отель и находят в подвале реактор, способный открыть портал в потусторонний мир. Реактор построил работник отеля Роуэн Норт (Нил Кэйси), и когда Роуэн понимает, что его раскрыли, совершает суицид.
Позже оказывается, что самоубийство было спланировано заранее, чтобы стать призраком. Роуэн вселяется сначала в Эбби, а потом захватывает тело Кевина. Под его личиной возвращается в отель, перезапускает реактор и открывает портал. Привидения наводняют Манхэттен. Охотникам, после упорной борьбы с армией призраков, удается закрыть портал, жертвуя катафалком.

## В ролях
| Актёр            | Роль                        |
| ---------------- | --------------------------- |
| Мелисса Маккарти | доктор Эбигейл (Эбби) Йейтс |
| Кристен Уиг      | доктор Эрин Гилберт         |
| Кейт Маккиннон   | доктор Джиллиан Хольцманн   |
| Лесли Джонс      | Пэтти Толан                 |
| Крис Хемсворт    | Кевин Бекман                |
| Сесили Стронг    | Дженнифер Линч              |
| Энди Гарсиа      | мэр Брэдли                  |
| Нил Кэйси        | Роуэн Норт                  |
| Чарльз Дэнс      | Гарольд Филмор              |
| Майкл К. Уильямс | агент Хоукинс               |
| Мэтт Уолш        | агент Рурк                  |
| Эд Бегли-младший | Эд Малгрейв                 |
| Стив Хиггинс     | Дин Томас Шенкс             |
| Майкл Макдональд | Джонатан                    |
| Каран Сони       | Бенни                       |
| Зак Вудс         | Гарретт, экскурсовод        |
| Тоби Хасс        | Стивенсон, офицер полиции   |

### Камео
| Актёр          | Роль                               |
| -------------- | ---------------------------------- |
| Билл Мюррей    | Мартин Хейсс                       |
| Дэн Эйкройд    | водитель такси                     |
| Эрни Хадсон    | Билл Дженкинс, дядя Пэтти          |
| Сигурни Уивер  | Ребекка Горин, наставник Хольцманн |
| Энни Поттс     | Ванесса, администратор отеля       |
| Оззи Осборн    | играет самого себя                 |
| Эл Рокер       | играет самого себя                 |
| Пэт Кирнан     | играет самого себя                 |
| Розанна Скотто | играет саму себя                   |
| Грег Келли     | играет самого себя                 |

## Производство

### Съёмки
Основные съёмки начались 17 июня 2015 года в Бостоне. Перед съёмками Фейг и декораторы Кэролин Лассек и Клаудия Бонфе консультировались с физиками Массачусетского технологического института по деталям съёмочной площадки. Съёмки проходили в Чайнатауне Бостона в течение нескольких дней в начале июля. Хемсворт был замечен на съёмках нескольких сцен на байке "Охотники за привидениями" в августе. После окончания съёмок на старой военно-морской авиабазе в Южном Веймуте, 12 сентября начались съёмки в Трайбеке в Нью-Йорке. Три дня спустя съёмки проходили в Уолтеме, а затем за пределами Колумбийского университета в Нью-Йорке. Съёмки завершились 19 сентября в Нью-Йорке. Сцены в метро были сняты на звуковой сцене, поскольку в Нью-Йоркском метро нет станции Сьюард-стрит. Пересъёмки состоялись в Лос-Анджелесе в мае 2016 года и включали новые сцены, которые послужили метафизическим комментарием к интернет-спорам, вызванным фильмом.

## Маркетинг и реакция до выхода
Трейлер фильма получил максимальное количество негативных отзывов среди всех трейлеров за историю YouTube. Ролик фильма Пола Фига собрал более 1 миллиона дизлайков. Только в первый день выхода трейлера соотношение лайков и дизлайков составляло 12 000 к 13 800 со стороны зрителей Youtube. K маю 2016 года трейлер возглавил антирейтинг трейлеров к фильмам на Youtube и занял девятое место в рейтинге видео по количеству дизлайков. 18 мая 2016 года вышел второй трейлер к фильму, в котором показали Лизуна.
Журналисты, критики и режиссёры давали разные оценки происходящему, начиная с осуждения и заканчивая поддержкой. Так радиоканал ScreenCrush назвал происходящее попыткой дискредитации фильма определённой группой интернет-пользователей. В качестве другой причины в редакции The Atlantic указывался факт того, что фанаты оригинального фильма указывали на отсутствие интереса к перезагрузкам, отсутствие ностальгии в новом трейлере фильма и глупый юмор. Тодд Мартенс, редактор Los Angeles Times, заметил, что фанаты были разочарованы тем, что ремейк чувствовался как оторванный от франшизы в целом и того, что они ожидали увидеть. Тем не менее редакции The Washington Post и The Atlantic заметили, что подавляющая часть интернет-критики сводилась к протестам по поводу полностью женского актёрского состава главных героев, который противники сочли продвижением идей феминизма.
Режиссёр фильма и актрисы в главных ролях стали получать в Твиттере большое количество комментариев с оскорблениями и угрозами в свой адрес. При этом было замечено, что гнев был больше всего направлен против темнокожей актрисы Лэсли Джонс, где антифеминистский тон комментариев был также приумножен оскорблениями на расовой почве. Также Джонс в течение 48 часов подвергалась нападкам в сети со стороны ультраправого активиста Майло Яннопулоса.
Редакции The Atlantic и NBC News заметили, что фильм стал жертвой культурной войны, инициированной консервативной частью интернет-сообщества, негативно воспринимающей демографические изменения в игровой и кино-культуре, скандал GamerGate по мнению редакций сочетал в себе похожие признаки. Если бы фильм вышел до геймергейта, то, вероятно, и не произошло бы какого-либо скандала с обвинениями в продвижении феминизма и накрутки дизлайками, а фильм бы просто расценивался как посредственный блокбастер со сдержанными оценками как со стороны зрителей, так и критиков.
Известный западный критик Джеймс Рольф, известный как AVGN (Злобный видеоигровой задрот), демонстративно отказался даже смотреть фильм. Хотя Рольф не упоминал о том, что причина в его решении кроется в неприятии женского актёрского состава, он стал объектом ожесточённой критики, в частности решение Рольфа осудили редакции The New York Times и Polygon, решив, что мотивация Рольфа лежала в мизогинии, его страницы в социальной сети были наводнены гневными комментариями.
Принято считать, что ремейк «Охотников за Привидениями» стал примером жертвы масштабной «голосовой бригады» — когда группа интернет-пользователей из-за политических или идеологических побуждений скоординированно занижает оценки фильму или игре.
В очередной раз проблема с восприятием фильма напомнила о себе в 2021 году, когда Sony не включила картину в свой юбилейный бокс-сет Ghostbusters Ultimate Collection. Режиссер Пол Фиг выразил неудовольствие по этому поводу через Твиттер.

## Отзывы
В то время, как критики в целом положительно оценили фильм на 6.5 из 10 баллов на Metacritic и 73 % положительных рецензий на Rotten Tomatoes, у фанатов оригинальной дилогии фильм вызвал резко негативные оценки. В день выхода фильма на американские экраны кинематографические интернет-ресурсы были завалены сотнями крайне негативных отзывов от пользователей: 2.1 из 10 на том же Metacritic и 4.3 из 10 на IMDB. Спустя некоторое время после выхода фильма оценки немного сгладились: 2.7 из 10 на Metacritic и 5.5 из 10 на IMDB.

### По странам
В российской прессе фильм получил среднюю оценку 5,5 из 10 и противоречивые рецензии: от положительных («Интерфакс», «Сноб») до резко отрицательных («Российская газета», «Канобу») и нейтральных («Мир фантастики» Film.ru, Афиша Mail.ru).